# Wolfram Meyer zu Uptrup

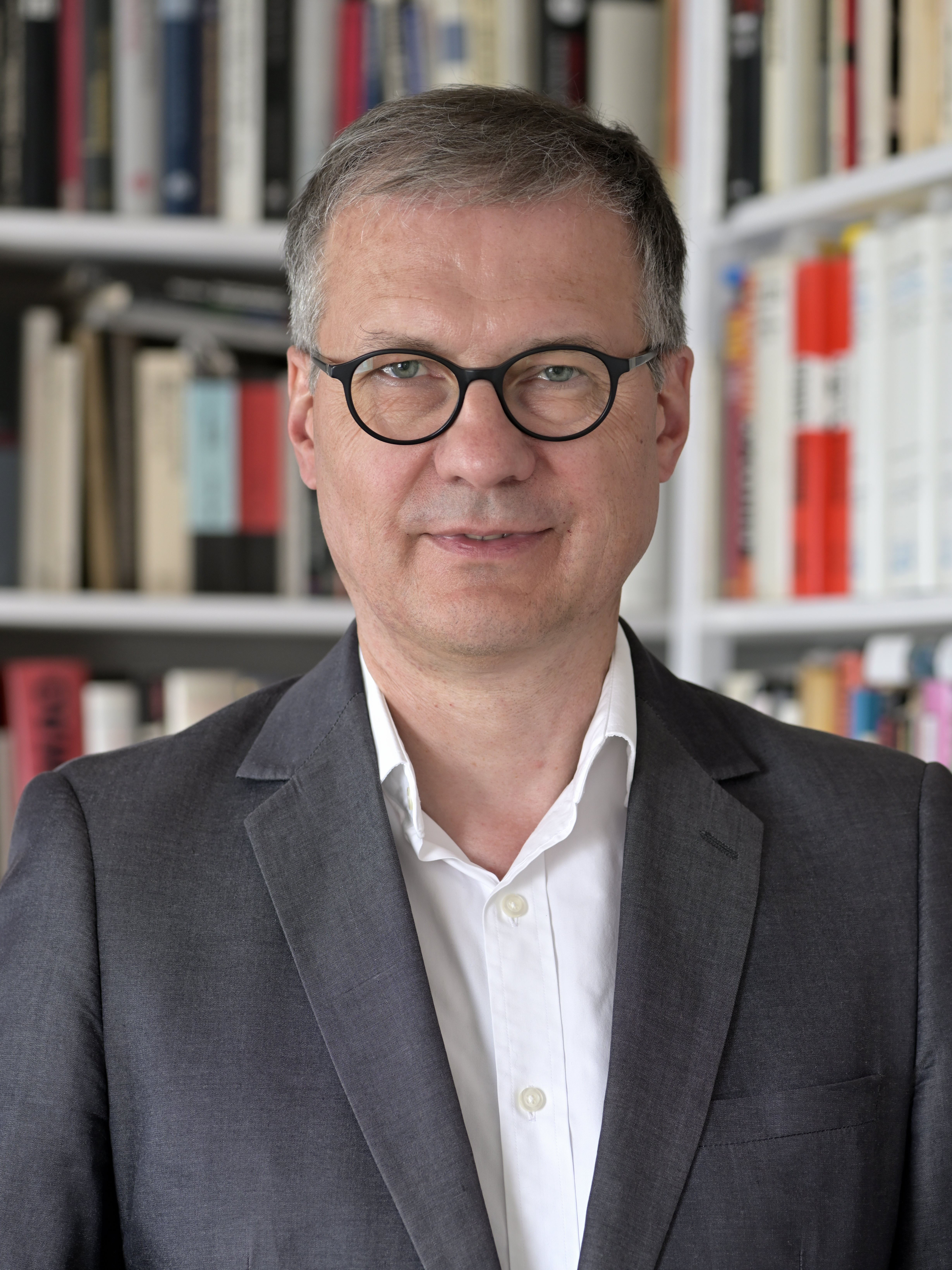
Wolfram Meyer zu Uptrup (2021)

Wolfram Meyer zu Uptrup (* 25. März 1962 in Soest) ist ein deutscher Politikwissenschaftler und Historiker, der sich mit der Geschichte des Nationalsozialismus, vor allem des Antisemitismus beschäftigt. In seiner beruflichen Tätigkeit ist er in verschiedenen Positionen mit historisch-politischer Bildung und den deutsch-polnischen Kulturbeziehungen befasst. Er ist der Sohn des evangelischen Theologen Klaus Meyer zu Uptrup.

## Schulbildung und Studium
Meyer zu Uptrup besuchte von 1968 bis 1972 die Grundschule in Albstadt und Stuttgart im Ortsteil Birkach und seit 1972 das Paracelsusgymnasium im Ortsteil Hohenheim, wo er 1981 die Abiturprüfung ablegte.
Von Oktober 1983 bis Februar 1991 studierte er Theologie und Geschichte in Berlin, Heidelberg und Tübingen. Er besuchte auch Lehrveranstaltungen des Fachbereichs Politikwissenschaft der Freien Universität Berlin. Schwerpunkt des Studiums am Zentrum für Antisemitismusforschung der TU Berlin war der Nationalsozialismus und besonders dessen Antisemitismus. Von 1985 bis 1992 war er Stipendiat der Studienförderung der Friedrich-Ebert-Stiftung.
Im Herbst 1986 absolvierte Meyer zu Uptrup ein Praktikum bei der Evangelischen Militärseelsorge in Böblingen.
Im Februar 1991 bestand er in Tübingen das 1. Theologische Examen, im Mai 1994 als Diplom staatlich anerkannt.
Im März 1992 legte Meyer zu Uptrup den Magisterabschluss im Fach Neuere Geschichte an der Technischen Universität Berlin mit einer Arbeit zum Thema „Die ‚jüdische Weltverschwörung‘ in der nationalsozialistischen Propaganda und Politik“ ab.
Er promovierte 1998 im Fach Neuere Geschichte am Fachbereich I der TU Berlin mit der Dissertation Kampf gegen die ‚jüdische Weltverschwörung‘, Propaganda und Antisemitismus der Nationalsozialisten 1919–1945.

## Berufliche Tätigkeiten
Von 1980 bis 1993 betätigte sich Meyer zu Uptrup nebenberuflich journalistisch. Im September und Oktober 1981 arbeitete er als Praktikant bei der Evangelischen Akademie Berlin (West).
Von Januar 1982 bis Juni 1983 leistete er einen freiwilligen sozialen Friedensdienst bei der Aktion Sühnezeichen in Polen, wo er Studiengruppen in den KZ-Gedenkstätten von Majdanek und Auschwitz betreute.
Als SPD-Mitglied seit 1980 arbeitete Meyer zu Uptrup von Januar bis September 1986 im Berliner Bürgerbüro von Dr. Hans-Jochen Vogel, MdB mit. Anschließend war er bis Februar 1989 parlamentarischer Assistent von Dagmar Luuk, MdB in Berlin. Er war hier mit der Projektentwicklung und -durchführung, mit der Öffentlichkeitsarbeit sowie der redaktionellen Betreuung von Publikationen befasst.
Im Sommer 1988 war Meyer zu Uptrup leitend verantwortlich für die Organisation des Kongresses der Sozialistischen Internationale, Committee on Economic Policies (SICEP, Vorsitz: Willy Brandt) in Berlin.
Von Oktober 1993 bis März 1994 war er wissenschaftlicher Mitarbeiter am Moses-Mendelssohn-Zentrum an der Universität Potsdam.
Von April 1994 bis August 1998 war Meyer zu Uptrup Referent im Ministerium des Innern des Landes Brandenburg. Seine Arbeitsbereiche waren Politischer Extremismus und Prävention.
Von September 1998 bis Juni 2001 war er Pressesprecher des „Aktionsbündnisses gegen Gewalt, Rechtsextremismus und Fremdenfeindlichkeit“ des Landes Brandenburg zur Mobilisierung der Zivilgesellschaft.
Ab Juli 2001 war er als Gedenkstättenbeauftragter des Bildungsministeriums (Potsdam) bis 2011 leitend verantwortlich für historisch-politische Bildung im Ministerium für Bildung, Jugend und Sport in Potsdam.
Schwerpunkt war der Aufbau von Kooperationen in historisch-politischer Bildung mit Institutionen aus Deutschland, Tschechien und Polen sowie die Durchführung von Konferenzen zu zeitgeschichtlicher Bildungsarbeit.
Meyer zu Uptrup nahm an Colloquien und Konferenzen zu historischen Themen in Deutschland, Polen, Tschechien und Israel, häufig als Referent oder Arbeitsgruppenleiter teil.
Von 2004 bis 2005 war er Mitglied der Jury des Zukunftsfonds der Stiftung Erinnerung, Verantwortung und Zukunft.
Von Oktober 2007 bis März 2012 war er Beauftragter des Ministers Holger Rupprecht für die Realisierung des Projektes „Deutsch-Polnisches Geschichtsbuch“ und Co-Vorsitzender des Steuerungsrates der binationalen Projektgruppe.
Ab Mai 2009 hatte er die Verhandlungsführung zur Gründung des Ausschusses für Bildungszusammenarbeit im Rahmen der Deutsch-Polnischen Regierungskommission inne, bis Mai 2012 Vertreter des Bildungsministeriums Potsdam in Ausschuss und Kommission.
Im Juni 2009 organisierte er die Tagung der Kultusministerkonferenz „Demokratie in der Schule: Partizipation – Historisch-Politische Bildung – Werte“.
Von 2010 bis 2011 leitete Meyer zu Uptrup die Steuergruppe des Projektes „DEINS! – Demokratische und interkulturelle Schulentwicklung“ der RAA Brandenburg in Kooperation mit dem Institute for Democratic Education, Tel Aviv.
Von Februar 2010 bis April 2011 war er kommissarischer Leiter des Referats 36 (Internationales, Demokratie-Erziehung, Gesundheitsbildung) im Ministerium für Bildung Jugen und Sport (Potsdam). Von Mai 2011 bis Februar 2012 arbeitete er in der brandenburgischen Landeszentrale für politische Bildung. Ab März 2012 arbeitete er im Ministerium für Bildung, Jugend und Sport, im Referat Jugendhilfe, internationale Jugendarbeit. Ab Februar 2018 war er zuständig für historisch-politische Bildung, Antisemitismus, kulturelle Bildung im Referat für übergreifende Themen schulischer Bildung.
Von Mai 2019 bis Februar 2022 arbeitete er im Corona-Krisenstab der Landesregierung mit.
Seit März 2022 arbeitet er am Projekt „30 Jahre Bildungspolitik im Land Brandenburg“.

## Wissenschaftliche Positionen zum Nationalsozialismus
Bereits im Studium beschäftigte sich Meyer zu Uptrup mit der Frage nach dem ideologischen Motiv der nationalsozialistischen Judenpolitik und Judenverfolgung. Neben einer Beschäftigung mit der Geschichte Polens begann er, eine Vielzahl von Quellen der NSDAP und ihres Umfeldes aus der Zeit von 1919 bis 1945 auszuwerten. Er charakterisiert die NSDAP als eine „antisemitische Partei neuen Typs“, die nicht mehr allein über die – letztlich fiktive – „Judenfrage“ aufklären, sondern ihr in praktischer Politik begegnen wollte. Entscheidenden Einfluss auf den Antisemitismus Hitlers und der Nationalsozialisten hatte die Fiktion einer „Jüdischen Konspiration“ gegen alle Nicht-Juden zwecks Erlangung einer jüdischen Weltherrschaft. Grundlegendes Dokument für diese Weltanschauung, die zudem noch durch rassistische Motive strukturiert wurde, waren die von russischen Antisemiten fabrizierten „Protokolle der Weisen von Zion“, die Hitler im Laufe des Jahres 1919 kennenlernte. Deren Grundmodell einer Geschichts- und Politikdeutung übernahm Hitler in seinen Reden und Artikeln. Dies ist ab 1920 nachweisbar. Der „verschwörungstheoretische Antisemitismus“ stellte nach Meyer zu Uptrup einen Grundkonsens der Nationalsozialisten dar, der mal stärker, mal weniger offen sichtbar die Alltagspropaganda, das Entwerfen von Politikkonzepten und letztlich die Judenverfolgung nach 1933 entscheidend motivierte.

## Deutsch-Polnisches Engagement
Seit der Zeit bei der Aktion Sühnezeichen 1982 engagiert sich Meyer zu Uptrup für deutsch-polnische Zusammenarbeit, 1996 gründete er gemeinsam mit Tomasz Kranz (Gedenkstätte Majdanek, Lublin) den „Deutsch-Polnischen Arbeitskreis Gedenkstättenpädagogik“, der ein erstes Netzwerk von Gedenkstättenmitarbeitern beider Länder bildete. In den 2000er Jahren organisierte er Konferenzen und Fortbildungen von Lehrern aus dem Land Brandenburg, Polen und Tschechien zu Themen zeitgeschichtlicher Bildung.

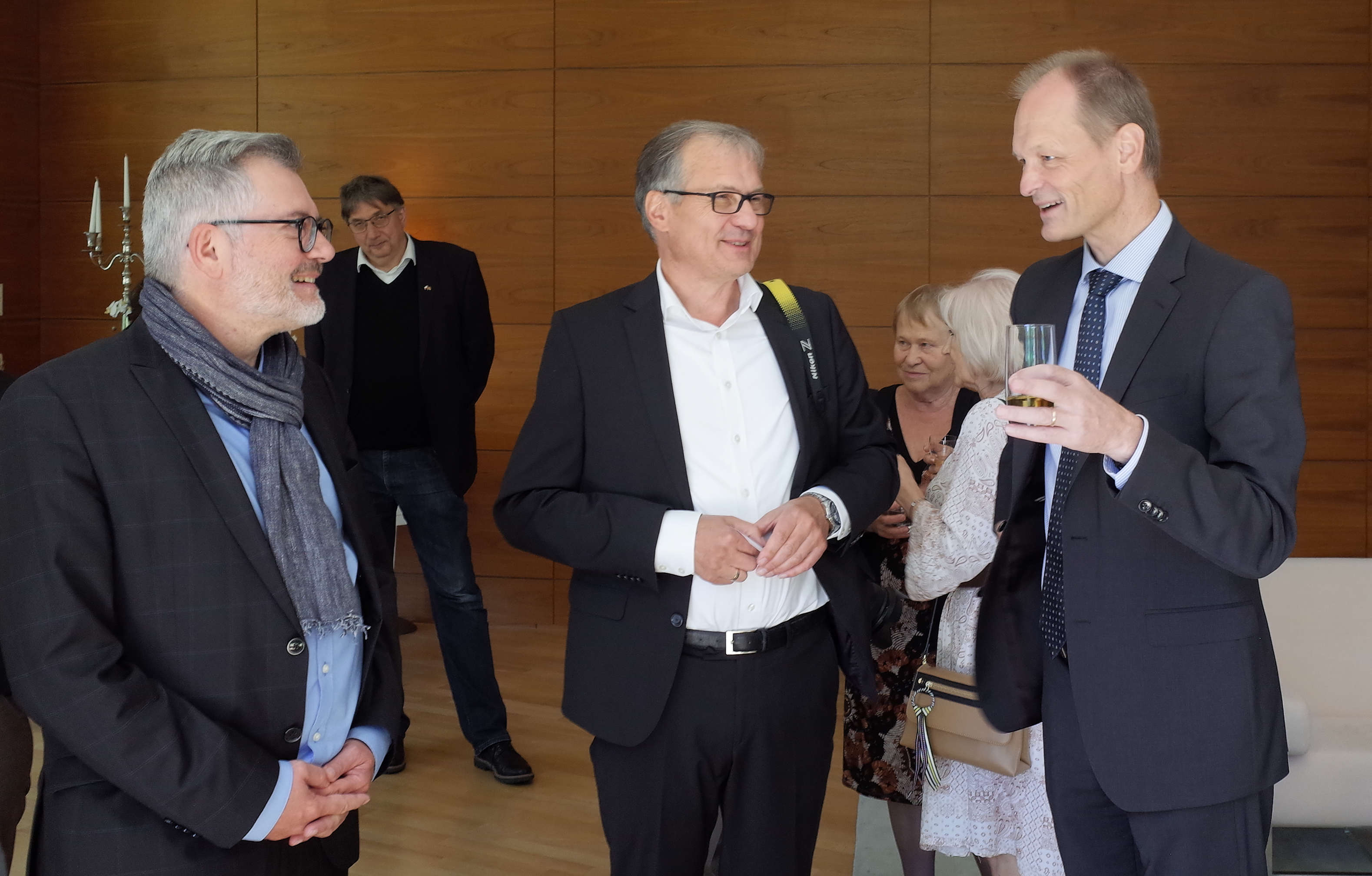
Treffen in Warschau

Partner waren hierbei u. a. Gedenkstätten in diesen Ländern und in Polen auch das IPN Lublin und Lehrerfortbildungsinstitute einiger Woiwodschaften. Von 2006 bis 2012 leitete er im Auftrag von Bildungsminister Holger Rupprecht das deutsch-polnische Geschichtsbuchprojekt „Europa. Unsere Geschichte / Europa. Nasza Historia“.
Seit 2019 beteiligt sich Meyer zu Uptrup an der Debatte um die Errichtung eines Gedenkortes für die Opfer Polens im Zweiten Weltkrieg. Mehr zum Bild hier

## Veröffentlichungen (Auswahl)
- Wann wurde Hitler zum Antisemiten? Einige Überlegungen zu einer strittigen Frage. In: Zeitschrift für Geschichtswissenschaft, Bd. 43, 1995, S. 687–697.
- Weltwirtschaft und Weltherrschaft. Eine Skizze aus den Quellen zu einem Teilaspekt des Antisemitismus in der NSDAP-Propaganda. In: Johannes Heil (Hrsg.): Shylock? Gott und Kapital. Zinsverbot in der jüdischen und christlichen Tradition., München 1996, S. 219–234.
- Kampf gegen die „jüdische Weltverschwörung “. Propaganda und Antisemitismus der Nationalsozialisten 1919–1945. Berlin 2003, ISBN 3-932482-83-2.
- Why the Jews? The Role of the ‘Protocols of the Wise Men of Zion in Nazi Ideology, Policy and Crimes’. In: Dinah Porat (ed.): The Protocols of the Elders of Zion. The One-Hundred Year Myth and its Impact. London 2011, ISBN 978-0-415-59892-7, S. 69–88.
- Hitlers Antisemitismus: Ein bloßer „Judenkomplex“? Zur Problematik von Max Domarus’ Hitler. Reden und Proklamationen 1932–1945. In: Stefanie Schüler-Springorum (Hrsg.): Jahrbuch für Antisemitismusforschung 30. Berlin 2021, S. 157–179 (online).
- Zur Rolle von Gedenkstätten an Orten nationalsozialistischer Gewaltverbrechen in der politischen Bildungsarbeit heute. In: Tomasz Kranz (Hrsg.): Die Verbrechen des Nationalsozialismus im Geschichtsbewusstsein und in der historischen Bildung in Deutschland und Polen. Lublin 1998.
- Deutsch-polnische Versöhnungspolitik. Die politischen Schritte auf dem Weg des Schulbuchprojektes Europa. Unsere Geschichte/Europa. Nasza Historia in den Jahren 2006 bis 2012.[2]
- Artikel zum Projekt „Erinnerungsort für die Opfer Polens im Zweiten Weltkrieg“: Gedenken, Erinnern, vor allem jedoch Kennenlernen. In: Dialog. Deutsch-Polnisches Magazin, Nr. 129, 2019.
- Gemeinsam mit Aleksandra Burdziej: Ein Denkmal, das alle Generationen von Polen und Deutschen erreicht.[3]
- Zentrum für Historische Forschung Berlin der Polnischen Akademie der Wissenschaften: Neuerscheinung – ein Text von Aleksandra Burdziej, Wolfram Meyer zu Uptrup und einer deutsch-polnischen Autorengruppe.[4]
- Seit März 2018 publiziert Meyer zu Uptrup einen Blog zur Lage der SPD:[5]